# Leon Trybalski
Leon Trybalski (ur. 18 czerwca 1911 w Przeworsku, zm. 11 listopada 1999 tamże) – pedagog, regionalista, działacz kulturalno-oświatowy.

## Życiorys
Dzieciństwo spędził w Przeworsku. W 1931 ukończył Gimnazjum Matematyczno-Przyrodniczego w Jarosławiu, zaś w 1936 studia wyższe w Krakowie.
W czasie okupacji był działaczem tajnego nauczania, członkiem Tajnej Organizacji Nauczycielskiej. Pod pseudonimem Dukat Marcin uczył fizyki, matematyki i biologii w zakresie szkół ogólnokształcących.
Ponadto współorganizator służby zdrowia w Przeworsku oraz działacz PCK.
Po wyzwoleniu miasta nauczyciel matematyki w Gimnazjum Handlowym w Przeworsku (1944), Gimnazjum i Liceum im. Króla Władysława Jagiełły w Przeworsku oraz Zakładzie Doskonalenia Zawodowego. Współorganizował Powiatową Stację Pogotowia Ratunkowego (1949), a w latach 1953–1962 pełnił funkcję Kierownika Wydziału Zdrowia Prezydium Powiatowej Rady Narodowej w Przeworsku. 
Leon Trybalski był aktywnym uczestnikiem życia kulturalno-oświatowego w Przeworsku, zainicjował szereg działań o charakterze oświatowym na terenie miasta i powiatu. Był jednym z założycieli Koła Miłośników Przeworska (1955), twórcą i społecznym kustoszem Muzeum Historii Pożarnictwa (1974) -  obecnie Oddział Historii Pożarnictwa Muzeum w Przeworsku. Zorganizował Ośrodek Badań Historii Pożarnictwa. Pełnił również funkcję Przewodniczącego Komisji Historycznej ZNP.
Zmarł 11 listopada 1999, pochowany został na Starym Cmentarzu w Przeworsku.

## Twórczość
Był autorem wielu prac dotyczących historii tajnego nauczania, pożarnictwa (większość w maszynopisach):
- 15 lat pracy dla społeczeństwa 1944-1959
- Biograficzne sylwetki nauczycieli i działaczy oświaty w czasie okupacji niemieckiej - powiat Przeworsk, 1974
- Jubileusz 85 lat OSP Przeworsk, 1975
- Kronika ośrodka wypoczynkowego Ubieszyn, 1970
- Nowa remiza OSP Przeworska, 1973
- Przeworskie Muzeum Strażackie, 1974
- Spacerkiem po mieście, 1977
- Społeczna Szkoła Ochotniczej Straży Pożarnej, 1976
- Tajna i jawna oświata jako forma walki z okupantem niemieckim, 1972
- Uroczystość Sztandardowa Cechu Rzemiosła Różnych, 1970
- W kręgu pracy poszczególnych Komisji Oświaty i Kultury Tajnej Organizacji Nauczycielskiej powiatu przeworskiego, 1973
- Walka i martylogia nauczycieli powiatu przeworskiego w czasie wojny w latach 1939-1945, 1972
- Wspomnienia nauczycieli, działaczy i uczniów tajnego nauczania, pow. Przeworsk, rok 1939-1945, 1975
- Wystawa rysunku amatorskiego
- XXV lat pogotowia ratunkowego PCK Przeworsk, 1974
- Z dziejów Tajnej Organizacji Nauczycielskiej powiatu przeworskiego, 1972
- Zarys historii Ochotniczych Straży Pożarnych powiatu przeworskiego, 1986

## Wyróżnienie
- Wpis do „Księgi zasłużonych dla województwa przemyskiego” (1982)[1]